# Teja Gregorin
Teja Gregorin (Ljubljana, 29 juni 1980) is een Sloveense biatlete en voormalige langlaufster. Ze vertegenwoordigde haar vaderland op de Olympische Winterspelen 2002 in Salt Lake City, de Olympische Winterspelen 2006 in Turijn en de Olympische Winterspelen 2010 in Vancouver.

## Carrière

### Langlaufen
Gregorin begon haar carrière als langlaufster. Ze maakte haar wereldbekerdebuut in januari 2000 in Nové Město. Op de wereldkampioenschappen langlaufen 2001 in Lahti was de drieëndertigste plaats op de sprint het beste resultaat van de Sloveense. Haar eerste wereldbekerpunten scoorde ze in december 2001 in Garmisch-Partenkirchen. Tijdens de Olympische Winterspelen van 2002 in Salt Lake City was haar beste resultaat de vierendertigste plaats op de sprint. Samen met Petra Majdič, Andreja Mali en Nataša Lačen eindigde ze als negende op de 4x5 kilometer estafette.

### Biatlon
Gregorin maakte haar wereldbekerdebuut in december 2003 in Kontiolahti, een maand later scoorde ze haar wereldbekerpunten. In december 2005 behaalde ze in Osrblie haar eerste toptienklassering in een wereldbekerwedstrijd. In februari 2012 stond ze in Oslo voor de eerste maal in haar carrière op het podium van een wereldbekerwedstrijd.
Gregorin nam in haar carrière negen keer deel aan de wereldkampioenschappen biatlon. Op de wereldkampioenschappen biatlon 2009 in Pyeongchang veroverde ze de zilveren medaille op de 15 kilometer individueel, haar beste individuele resultaat. Op de wereldkampioenschappen biatlon 2012 in Ruhpolding sleepte ze samen met Andreja Mali, Klemen Bauer en Jakov Fak de zilveren medaille in de wacht op de gemengde estafette.
In Turijn nam de Sloveense deel aan de Olympische Winterspelen 2006. Op dit toernooi was haar beste prestatie de veertiende plaats op 7,5 kilometer sprint, op de estafette eindigde ze samen met Andreja Mali, Dijana Ravnikar en Tadeja Brankovič-Likozar op de zesde plaats. Tijdens de Olympische Winterspelen van 2010 in Vancouver eindigde Gregorin als vijfde op de 12,5 kilometer massastart, daarnaast eindigde ze als negende op zowel de 7,5 kilometer sprint als de 10 kilometer achtervolging. Samen met Dijana Ravnikar, Andreja Mali en Tadeja Brankovič-Likozar eindigde ze als achtste op de 4x6 kilometer estafette.

## Resultaten

### Biatlon

#### Olympische Spelen
| Jaar | Plaats    | Resultaten                                                                                                 |
| ---- | --------- | --- |
| 2006 | Turijn    | 18e 15 km individueel 14e 7,5 km sprint 16e 10 km achtervolging 19e 12,5 km massastart 6e 4x6 km estafette |
| 2010 | Vancouver | 36e 15 km individueel 9e 7,5 km sprint 9e 10 km achtervolging 5e 12,5 km massastart 8e 4x6 km estafette    |

#### Wereldkampioenschappen
| Jaar | Plaats           | Resultaten |
| ---- | ---------------- | --- |
| 2004 | Oberhof          | 51e 15 km individueel 67e 7,5 km sprint 10e 4x6 km estafette                                                                     |
| 2005 | Hochfilzen       | 18e 15 km individueel 8e 4x6 km estafette                                                                                        |
| 2005 | Chanty-Mansiejsk | 9e Gemengde estafette |
| 2006 | Pokljuka         | 7e Gemengde estafette |
| 2007 | Antholz          | 13e 15 km individueel 11e 7,5 km sprint 7e 10 km achtervolging 15e 12,5 km massastart 4e 4x6 km estafette 4e Gemengde estafette  |
| 2008 | Östersund        | 6e 15 km individueel 32e 7,5 km sprint 31e 10 km achtervolging 14e 12,5 km massastart 12e 4x6 km estafette 9e Gemengde estafette |
| 2009 | Pyeongchang      | 15 km individueel · 14e 7,5 km sprint · 16e 10 km achtervolging · 19e 12,5 km massastart · 12e Gemengde estafette                |
| 2010 | Chanty-Mansiejsk | 10e Gemengde estafette |
| 2011 | Chanty-Mansiejsk | 30e 15 km individueel 14e 7,5 km sprint 18e 10 km achtervolging 5e 12,5 km massastart 16e Gemengde estafette                     |
| 2012 | Ruhpolding       | 11e 15 km individueel · 11e 7,5 km sprint · 12e 10 km achtervolging · 13e 12,5 km massastart · Gemengde estafette                |

#### Wereldbeker
Eindklasseringen
| Seizoen   | Algemeen | Individueel | Sprint | Achtervolging | Massastart |
| --------- | -------- | ----------- | ------ | ------------- | ---------- |
| 2003/2004 | 70e      | -           | 66e    | 60e           | -          |
| 2004/2005 | 41e      | 49e         | 53e    | 32e           | 38e        |
| 2005/2006 | 24e      | 18e         | 27e    | 20e           | 28e        |
| 2006/2007 | 12e      | 23e         | 12e    | 10e           | 11e        |
| 2007/2008 | 15e      | 5e          | 20e    | 14e           | 23e        |
| 2008/2009 | 32e      | 15e         | 62e    | 28e           | 26e        |
| 2009/2010 | 10e      | 12e         | 8e     | 11e           | 7e         |
| 2010/2011 | 8e       | 13e         | 13e    | 7e            | 10e        |
| 2011/2012 | 15e      | 8e          | 16e    | 19e           | 11e        |
| 2012/2013 | 13e      | 13e         | 15e    | 12e           | 6e         |
| 2013/2014 | 13e      | 16e         | 25e    | 11e           | 16e        |
| 2014/2015 | 22e      | 29e         | 26e    | 25e           | 22e        |
| 2015/2016 | 46e      | 44e         | 41e    | 42e           | -          |
| 2016/2017 | 30e      | 33e         | 35e    | 26e           | 26e        |

### Langlaufen

#### Olympische Spelen
| Jaar | Plaats         | Resultaten                                                           |
| ---- | -------------- | -------------------------------------------------------------------- |
| 2002 | Salt Lake City | 34e Sprint (vrije stijl) 41e 10 km achtervolging 9e 4x5 km estafette |

#### Wereldkampioenschappen
| Jaar | Plaats | Resultaten                                           |
| ---- | ------ | ---------------------------------------------------- |
| 2001 | Lahti  | 33e Sprint (vrije stijl) 52e 15 km (klassieke stijl) |

#### Wereldbeker

##### Eindklasseringen
| Seizoen   | Algm | SP  |
| --------- | ---- | --- |
| 2001/2002 | 80e  | 53e |